# Hyacinthe Théodore Baron
Pour les articles homonymes, voir Baron.
Hyacinthe Théodore Baron (né à Paris le 12 août 1707 et mort le 27 mars 1787 dans la même ville) est un médecin militaire et un bibliophile français.

## Biographie
Il est le frère ainé de Théodore Baron d'Hénouville (1715-1768). 
Étudiant à la faculté de médecine de Paris, il passe sa thèse de médecine le 29 octobre 1732. 
Nommé premier médecin de l'armée de Corse, en 1739, il suit en cette qualité le marquis de Maillebois qui la commande, jusqu'à la fin des troubles et le retrait des troupes en 1741. Il est ensuite premier médecin de l'armée de Bavière jusqu'à fin 1743, puis part en campagne avec le Prince de Conti et le maréchal de Belle-Isle en Italie et revient à Paris après la paix de 1748. Il devient médecin à l'Hôtel-Dieu, doyen de la faculté de 1750 à 1753 et membre de l'Académie des sciences (1752).
Il était connu pour avoir une importante bibliothèque,. Mort en 1787, il est enterré dans l'église des chanoines de Saint-Louis de La Couture dont il avait été le médecin.

## Travaux
- Codex medicamentarius, seu Pharmacopoea Parisiensis. (1732)
- Formules de médicamens dressées à l'usage des hôpitaux de l'armée du roy en Bavière. (1742)
- Ritus, usus et laudabiles Facultatis medicinae Parisiensis consuetudines. (1751)
- Quæstionum medicarum, quæ circa medicinæ theoriam et praxim, ante duo sæcula, in scholis facultatis medicinæ Parisiensis, agitatæ sunt & discussæ, series chronologica. (1752)
- Rapport fait à l'Académie royale de chirurgie, sur les nouveaux bains médicinaux. (1752)
- Mémoires pour servir à l'approvisionnement des hôpitaux ambulans des armées du roi et des citadelles menacées d'être investies ou assiégées. (1758)
- Consultation contre la légitimité des naissances prétendues tardives. (1764)